# Feuille noire sur fond vert
Feuille noire sur fond vert est un collage d'Henri Matisse réalisé en 1952. Le support est la gouache et le papier découpé sur papier. Elle se trouve dans la Menil Collection, à Houston au Texas. 

## Contexte
Entre le début et le milieu des années 1940, Matisse est en mauvaise santé et, en 1950, il cesse de peindre au profit de ses papiers découpés. Feuille noire sur fond vert est un exemple du dernier ensemble d'œuvres de Matisse connu sous le nom de papiers découpés.